# 经济学刊
经济学刊（英語：Economica），是伦敦政治经济学院主办的经济学学术期刊，创刊于1921年。